# Дамиани, Клаудио
Клаудио Дамиани (род. 1957) — итальянский поэт. 

## Биография
Он родился в Сан-Даровании-Ротондо на юге Италии в 1957 году. В раннем возрасте переехал в Рим, где живёт до сих пор. Он дебютировал в 1978 году в журнале Nuovi Argomenti, которым руководили Пазолини, Моравиа и Бертолуччи.
В первой половине 1980-х был одним из основателей журнала Braci. Вдохновленный древними латинскими поэтами и Итальянским Возрождением, он писал на темы, в основном связанные с природой и космосом. Его стихи интерпретировали такие актеры, как Нанни Моретти и Пьера Дельи Эспости. Его призы и награды: Premio Montale, Premio Luzi, Premio Lerici, Premio Volterra, Premio Laurentum, Premio Brancati, Premio Frascati, Premio Alpi Apuane, Premio Camaiore.